# تیم دوچرخه‌سواری ۷-ایلون
تیم دوچرخه‌سواری ۷-ایلون (انگلیسی: 7-Eleven) یک تیم دوچرخه‌سواری در کشور ایالات متحده آمریکا بود.
این تیم که در سال ۱۹۸۱ تاسیس شده در سال ۱۹۹۱ به موتورولا تغییر نام پیدا کرد و در سال ۱۹۹۶ منحل شده است.